# Ćandpur
Ćandpur (beng. চাঁদপুর সদর) – miasto w środkowo-wschodnim Bangladeszu, w prowincji Ćottogram. Według danych szacunkowych na rok 2007 liczy 122 453 mieszkańców. Ośrodek przemysłowy.